# Mitsui Sumitomo Insurance
Mitsui Sumitomo Insurance Co., Ltd. (三井住友海上火災保険株式会社, Mitsui Sumitomo Kaijō Kasai Hoken Kabushiki-Gaisha) ou MSI est une compagnie d'assurance japonaise.

## Historique
En 2001, Mitsui Sumitomo Insurance est formée par la fusion entre Mitsui Marine & Fire Insurance et Sumitomo Marine & Fire Insurance. En septembre 2002, MSI établit une filiale en Corée, à Séoul. En avril 2003, MSI entre sur le marché indien à travers la joint-venture Cholamandalam-MS General Insurance, puis intègre le marché chinois en février 2004. En septembre 2004, MSI reprend les activités en Grande-Bretagne d'Aviva. La filiale vietnamienne est établie en 2009.
En 2010, April Aioi Insurance, Nissay Dowa General Insurance et Mitsui Sumitomo Insurance fusionnent pour former MS&AD Insurance.
En mai 2012, le service des autorités financières britannique afflige une amende de £3,345 millions à MSI pour de « sérieux problèmes de gouvernance ». L'ancien président exécutif Yohichi Kumagai écope également d'une amende de £119 303.
En février 2016, MSI finalise l'acquisition de la société d'assurances londonienne Amlin, et la renomme MS Amlin. En février 2019, MSI reprend 80% du fonds d'assurances londonien Leadenhall Capital Partners.
En août 2017, MSI reprend la compagnie d'assurances singapourienne First Capital insurance au canadien Fairfax Financial Holdings pour $1,6 milliard. En novembre 2016, MSI introduit une offre d'assurance pour les transactions par cryptomonnaie, développée en collaboration avec BitFlyer. En mai 2018, MSI reprend 37,5% du chinois BoCommLife Insurance que détenait la Commonwealth Bank d'Australie pour ¥70 milliards.
En mars 2019, MSI devient le partenaire corporate du projet HAKUTO-R d'ISpace qui vise à lancer les premières explorations lunaires commerciales. En avril 2019, MSI lance deux hubs digitaux, à Singapour et à Tokyo, pour accélérer la numérisation de ses opérations,.
En avril 2019, MSI obtient le feu vert pour lancer ses opérations en Birmanie.

## Activités
Mitsui Sumitomo Insurance (MSI) est une compagnie d'assurance japonaise. Elle fait partie du groupe Sumitomo.